# Filipa Lancaster (żona Eryka Pomorskiego)
Filipa Lancaster duń. Philippa (ur. 1393 lub 4 czerwca 1394 w zamku Peterborough, zm. 5 stycznia 1430 w Vadstenie) – angielska księżniczka z dynastii Lancasterów, królowa Danii, Szwecji i Norwegii, najmłodsza córka króla Anglii Henryka IV i Marii Bohun, córki 7. hrabiego Hereford. Młodsza siostra króla Henryka V.
26 października 1406 w Lund poślubiła króla Danii, Szwecji i Norwegii Eryka Pomorskiego (1382–1459), syna księcia słupskiego Warcisława VII i Marii meklemburskiej, córki Henryka III, księcia meklemburskiego na Schwerinie. Filipa została koronowana w 1406 w katedrze w Lund. Filipa była pierwszą w historii panną młodą, o której wiadomo, że szła do ślubu w białej sukni. Małżeństwo to nie było szczęśliwe. Często dochodziło do kłótni małżonków spowodowanych bezpłodnością Filipy.
Filipa otrzymała wiano sporą część Szwecji i właśnie w tym kraju spędzała najwięcej czasu. Od 1420 praktycznie rządziła Szwecją w imieniu męża. W latach 1423–1425, podczas wyprawy męża do Ziemi Świętej, była regentką Danii i Norwegii. W 1428 z sukcesem zorganizowała obronę Kopenhagi przeciwko Lidze Hanzeatyckiej. Pod koniec życia osiadła w klasztorze w Vadstena, gdzie zmarła w 1430 i została pochowana.